# Biblioteca Municipal José Toribio Medina

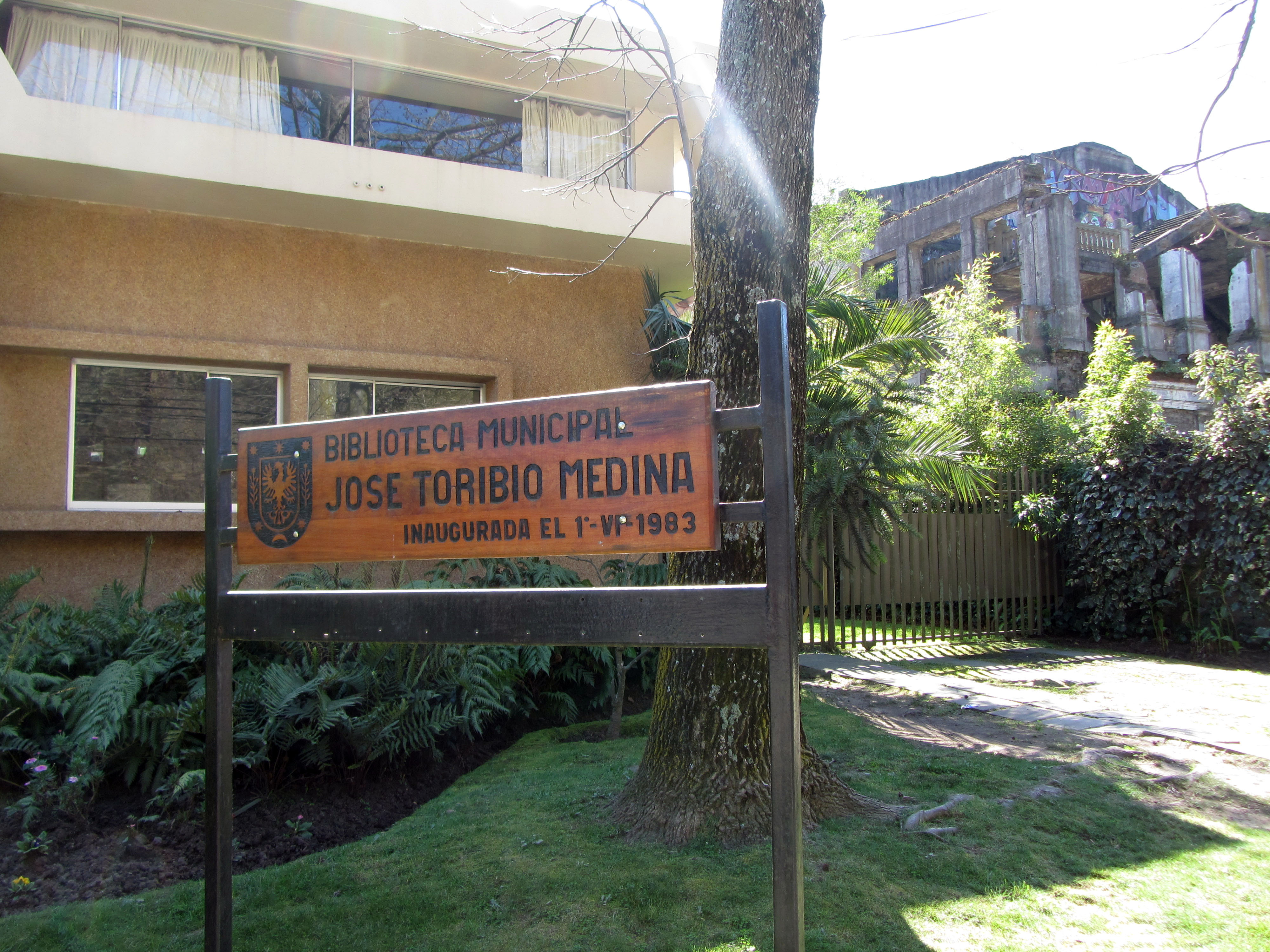
Cartel al ingreso de la Biblioteca, con su nombre real y fecha de inauguración. Atrás a la derecha se aprecian las ruinas del Teatro Enrique Molina.

La Biblioteca Municipal José Toribio Medina, conocida comúnmente como Biblioteca Municipal de Concepción, es la biblioteca de dependencia municipal ubicada en la ciudad chilena de Concepción, abierta a todos sus habitantes. Fue inaugurada el 1 de junio de 1983 y su administración está a cargo de la Corporación Municipal (SEMCO). La biblioteca, ubicada en la Calle Víctor Lamas frente al Parque Ecuador y junto a las ruinas del Teatro Enrique Molina, posee diversos servicios, tanto bibliográficos como culturales.
Su nombre se debe a José Toribio Medina (1852-1930), bibliógrafo e historiador chileno, uno de los principales recolectores de referencias para el estudio de la historia de Chile.

## Dependencias y servicios
La biblioteca ofrece servicios de revistas, diarios y archivos históricos de la ciudad, conexión a Internet, proyección de películas y auditorio para eventos con capacidad para 60 personas.
En su colección existen temáticas para lectura joven, infantil, lenguas extranjeras y de nivel regional. Además, hay un ala del recinto dedicada al Dr. René Louvel Bert, quien escribió una semblanza a la ciudad de Concepción, y se dedicó a una gran labor pública por el bien de la ciudadanía.
Además de la biblioteca principal, existen diversas bibliotecas comunitarias que se ubican a lo largo de la comuna para fomentar la lectura entre los habitantes de la comuna.
|                         |
| Hall de entrada en 2025 |

|                         |
| Sala de lectura en 2025 |

|                                 |
| Espacio SEMCO para exposiciones |